# Alex Goot
Alexander George Gut, más conocido como Alex Goot (Rochester, Minnesota; 15 de marzo de 1988), es un cantante y compositor estadounidense.

## Biografía
Goot nació el 15 de marzo de 1988. Vive en Poughkeepsie, en el estado de Nueva York. Alex toca el piano, guitarra, batería, entre otros instrumentos. De a poco fue conociendo su fascinación por los covers de artistas famosos. Canta canciones de artistas conocidos, a veces con la participación de amigos.

## Carrera
En 2007, Alex comenzó su canal de YouTube llamado “GootMusic”. Más temprano, el canal consistía en videos de él cantando y tocando el piano. Con éxito, se vio obligado a adaptarse y cambiar de estilo. Comenzó a componer y producir sus propias canciones y hacer covers con apariciones de amigos. 
Fue miembro de la banda de pop punk estadounidense We Are the In Crowd.

## Discografía

### Álbumes
- 2005: "158" (bajo el nombre de “Goot”)
- 2008: "Arranged Noise" (bajo el nombre de “Goot”)
- 2010: "Songs I Wish I Wrote"
- 2011: "Songs I Wish I Wrote, Vol. 2"
- 2011: "Songs I Wish I Wrote, Vol. 3"
- 2012: "In Your Atmosphere"
- 2014: "Wake Up Call"

### EP
- 2007: "Asleep At The Wheel" (bajo el nombre de “Goot”)
- 2008: "Progress - EP" (bajo el nombre de “Goot”)
- 2009: "Take Cover" (bajo el nombre de “Goot”)
- 2009: "Read My Mind" (bajo el nombre de “Goot”)
- 2010: "Sensitivity EP"
- 2014: "Wake Up Call"